# Países recentemente industrializados

Os países recentemente industrializados

A categoria de países recentemente industrializados (PRI) ou novos países industrializados (NPI; em inglês: newly industrialized countries, NIC) é uma posição de classificação socioeconômica aplicada a vários países ao redor do mundo por cientistas políticos e economistas.
Os NPI são países cujas economias ainda não conseguiram a primeira posição mundial, mas em um sentido macroeconômico, ultrapassaram as do Terceiro Mundo. Outra caracterização dos NPI é aquela de nações que possui crescimento econômico rápido (normalmente voltado à exportação). A industrialização incipiente ou contínua é um indicador importante de um NPI. Em muitos NPI, o motim social pode ocorrer como as populações principalmente rurais, agrícolas que migram para as grandes cidades, onde o crescimento de manufaturados e fábricas pode desenhar o futuro de milhares de trabalhadores.
Os NPI usualmente compartilham algumas características comuns, inclusive:
- Liberdades sociais maiores e direitos civis (com exceção da República Popular da China)
- Um comutador de economias agrícola a economias industriais, especialmente no setor de fabricação
- Cada vez mais abrem a economia, levando em conta o livre comércio com os seus vizinhos, e com isto juntando uma coligação política comercial

Contudo, é importante observar que a liberdade política nem sempre se associa com a liberdade econômica. Em nações como a República Popular da China, censura de Internet, a supressão do cristianismo, e outros abusos de direitos civis são comuns. O governo chinês refutou essas acusações argumentando que o aumento do padrão de vida da China forneceu um utilitário benefício social que excede em peso o efeito prejudicial de violações individuais. De modo semelhante, países como a Arábia Saudita têm questões de direitos humanos que ganharam a ira de organizações como a Anistia Internacional.

## Análise econômica
Os NPI geralmente se beneficiam de mão de obra barata, que se traduz em preços mais baixos para fornecedores. Como resultado, é frequentemente mais fácil para os produtores dos NPI desempenhar e produzir melhor em fábricas de países desenvolvidos, onde o custo de vida é mais alto, e uniões trabalhistas e outras organizações tem mais poder político.

## Contexto histórico
O termo começou a ser usado na década de 1970 quando os assim chamados Tigres asiáticos (Hong Kong, Coreia do Sul, Singapura e a República da China (ou Taiwan) subiram à proeminência global com um crescimento industrial rápido desde a década de 1960. É importante observar a distinção entre esses países e as nações agora consideradas NPI. Especialmente, a combinação de um processo político aberto, alto PIB per capita, uma prosperidade e a política econômica voltada para a exportação, mostrou que esses países agora conseguiram características de países desenvolvidos. A República da Coreia é um membro pleno da OCDE, enquanto Taiwan mantém a posição de observador.

## Presente
Exemplos atuais de NPI incluem:
| Continente       | País                     | PIB (milhões de US$, em 2020) | PIB per capita (US$, em 2020) | IDH (2022)       |
| ---------------- | ------------------------ | ----------------------------- | ----------------------------- | ---------------- |
| África           | África do Sul (BRICS)    | 368.135                       | 5.384                         | 0,717 alto       |
| América do Norte | México (OECD)            | 1.040.372                     | 8.066                         | 0,781 alto       |
| América do Sul   | Brasil (BRICS)           | 1.363.767                     | 10.150                        | 0,760 alto       |
| Ásia             | China (BRICS)            | 14.860.775                    | 2.001                         | 0,788 alto       |
| Ásia             | Índia (BRICS)            | 2.592.583                     | 797                           | 0,644 médio      |
| Ásia             | Malásia                  | 358.579                       | 5,718                         | 0,807 muito alto |
| Ásia             | Filipinas                | 330.910                       | 1.345                         | 0,710 alto       |
| Ásia             | Tailândia                | 504.928                       | 3.136                         | 0,803 muito alto |
| Europa/Ásia      | Turquia (candidato à UE) | 649.436                       | 5.408                         | 0,855 muito alto |

Alguns autores consideram ainda a lista da primeira geração dos países (Coreia do Sul, Formosa, Singapura, Hong Kong) como NPI, e alguns que outros os discutem são agora países desenvolvidos.
A República Popular da China e a Índia são casos especiais: a renda per capita da população imensa dessas duas nações (mais de dois bilhões combinados desde novembro de 2006) permanecerá baixa mesmo se a economia de um desses países sobrepujar a dos Estados Unidos. Contudo, com o PIB PPC em mente, as populações chinesas e indianas terão um custo de vida significativamente reduzido.
Dados Correspondem a Outubro de 2020